# سکژپکی دوژه
سکژپکی دوژه (به لهستانی:  Skrzypki Duże) یک روستا در لهستان است که در گمینا بیلسک پودلاسکی واقع شده‌است.